# Jaywalk
Jaywalk ist eine Alternative-Rock-Band aus Berchtesgaden, die seit ihrer Gründung im Jahr 1998 auf den Bühnen in Deutschland und dem benachbarten Österreich unterwegs ist.

## Geschichte
Im Gründungsjahr 1998 belegte Jaywalk laut eigener Website beim Newcomer-Festival des Sternenzeltvereins Bad Reichenhall e.v. gleich den ersten Platz.
Mitte 2000 wurde das Debüt-Album The Singing Fish im Tonstudio des Münchner „Jugendzentrums Orangeplanet“ mit Unterstützung von Martin Faulwasser aufgenommen. Dieses Album verhalf Jaywalk laut eigener Website zu einigen Auftritten im Vorprogramm von Liquido, J.B.O., Die Springer und den Lemonbabies. Mit The Singing Fish erlangte die Berchtesgadener Band zudem den 3. Platz des Bayerischen Rock & Pop-Preises und konnte beim Deutschen Rock & Pop-Preis in Bonn ihre Songs live spielen.
An den laut eigener Website seit 1999 insgesamt sechs veröffentlichten und auch mit einigen Preisen ausgezeichneten Alben wirkten verschiedene Toningenieure mit – auf Martin Faulwasser (1999, 2000), der u. a. auch bei dem Album Rivers of Joy der No Angels mitwirkte, folgten Phil Seidl (2005, 2014, 2017 und 2024), der auch an Newcomer-Bands wie Flyswatter und The Blackout Argument beteiligt war, und Max Walch (2011).
Nach der EP The Journey von 2017 kam es zu einer längeren Pause und 2024 wurde das Album Starting Over Now dann in neuer Besetzung inklusive Musikvideo vorgelegt.

## Bandmitglieder
Aktuelle Bandmitglieder:
- Detlev „Dete“ Knoll (Gesang)
- Roman Powolny (Bass)
- Stefan Ebelsberger (Gitarre, seit 2021)
- Tobi Zuhra (Gitarre, seit 2022)
- Berry Cermak (Schlagzeug, 1999–2012 + seit 2018)

Gründungsmitglieder:
- Detlev Knoll (Gesang, seit 1998)
- Roman Powolny (Bass, 1998–2003 + seit 2010)
- Attila Antal (Schlagzeug, 1998–1999)
- Wolfgang „Tober“ Kastner (Gitarre, 1998–2004)
- Nick Machnicki (Keyboard, 1998–2004)

Ehemalige Bandmitglieder:
- Christoph Neumeier (Gitarre, 2014–2022)[7]
- Jürgen Bornschlegl (Gitarre, 2019–2022)
- Jonas Langenhorst (Schlagzeug, 2014–2018)[7]
- Max Walch (Gitarre, 2004–2008 + 2014–2018)[7]
- Markus Santner (Gitarre, 2006–2014)[6]
- Hannes Sparmann (Gitarre, 2008–2014)[6]
- Rita Fuchs (Begleitgesang, 2014)[6]
- Marcus Hinterbrandner (Schlagzeug, 2012–2014)[6]

## Diskografie
- 1999: The Singing Fish (Album)[8]
- 2005: Dismissed (Album, CBM/ECHO-ZYX)
- 2012: The Chains of Ignorance (Album, Rockwerk Records)[9]
- 2014: Blue Eyes (EP, Rockwerk Records)[9][10]
- 2017: The Journey (EP, Rockwerk Records)
- 2024: Starting Over Now (Album, Rockwerk Records)

## Auszeichnungen
- 2007: 10-jähriges Jubiläum des Xtra-Ordinary Samplers vom Rockhouse in Salzburg – drei 1. Plätze für jeweils beste Songs eines Jahrgangs der vergangenen zehn Jahre
- 2012: Deutscher Rock & Pop Preis – Best of Alternative Album für The Chains of Ignorance[11]
- 2014: Deutscher Rock & Pop Preis – 3. Platz in der Kategorie Alternative Preisträger[3]
- 2017: Deutscher Rock & Pop Preis – Publikumspreis[12]